# Ropalopus fischeri
Ropalopus fischeri là một loài bọ cánh cứng trong họ Cerambycidae.